# Casa Buira
Casa Buira era una masia del poble d'Escarlà, de l'antic terme ribagorçà de Sapira, pertanyent actualment al municipi de Tremp.
Estava situada a l'esquerra i a prop de la riba de la Noguera Ribagorçana, al sud-oest d'Escarlà, a la dreta del barranc d'Escarlà prop d'on s'uneix amb la Noguera Ribagorçana i a l'esquerra de la llau dels Esmolars. En queden només algunes ruïnes.